# Volánbusz
Volánbusz ist die größte Busverkehrsgesellschaft in Ungarn. Die Bezeichnung Volán wurde dem Französischen entlehnt und bedeutet auch im Ungarischen „Lenkrad“. Jedes Komitat hat seine eigene Volán-Bezeichnung.
Da das Schienennetz in Ungarn relativ marode ist und seit einigen Jahren aus Rentabilitätsgründen fast nur noch auf den Hauptachsen regelmäßige Verbindungen bestehen, sind gerade ländliche Gebiete nur noch von der Volán erschlossen.

## Geschichte
Das Unternehmen wurde im Jahr 1927 unter dem Namen MAVART  und einem Fuhrpark von 30 Bussen gegründet. Seit 2021 gehört Volánbusz zur ungarischen Staatsbahn, der Magyar Államvasutak.

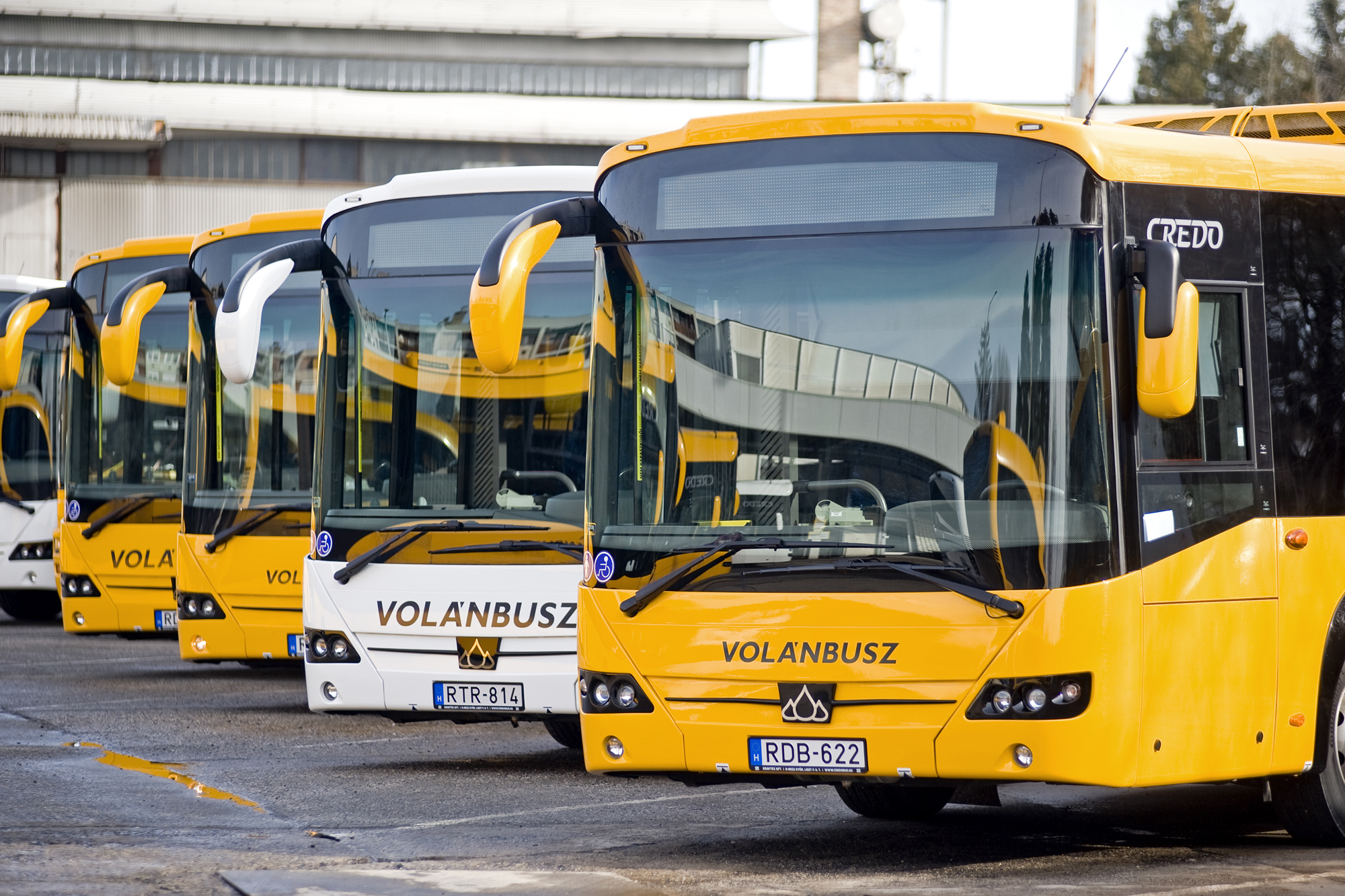
Busse von Volánbusz

## Unternehmensstruktur
Die Volánbusz-Gruppe umfasst knapp 17.500 Mitarbeiter an 62 Standorte verteilt über ganz Ungarn. Bezogen auf die Mitarbeiteranzahl, ist das Unternehmen die drittgrößte öffentliche Firma in Ungarn.
Die Unternehmensgruppe bindet 3.144 der 3.155 Gemeinden Ungarns mit Buslinien an.
Neben Stadt- und Überlandlinien innerhalb des Staatsgebiets von Ungarn, werden auch grenzüberschreitende Linien nach Österreich und der Slowakei angeboten.
Kinder bis zum Alter von 14 Jahren und Personen ab 65 Jahren können die Busse von Volánbusz kostenfrei benutzen.